# Aeròdrom de Santa Llocaia
L'Aeròdrom de Santa Llocaia és un aeròdrom d'aviació civil situat al nord del poble de Santa Llocaia a la comarca de l'Alta Cerdanya, als Pirineus Orientals, amb codi ICAO LFVS.

## Infraestructura
- 1 pista d'herba de 800 m de longitud per 90 m d'ample per l'aterratge d'avionetes
- 1 hangars d'avionetes
- 1 club d'aviació